# Piero Scotti
Piero Scotti (n. 11 noiembrie 1909, Florența, Regatul Italiei – d. 14 februarie 1976, Samedan⁠(d), cantonul Graubünden, Elveția) a fost un pilot de Formula 1. De-a lungul carierei a luat startul în 1 cursă, niciuna din pole-position. Nu a câștigat nicio cursă și nu a terminat niciodată pe podium, acumulând 0 puncte în întreaga activitate ca pilot de Formula 1.